# Viejas Locas
Viejas Locas é uma banda argentina de rock que se formou durante os anos 90 na cidade de Buenos Aires. A banda foi uma das responsáveis pela ascensão do rock marginal argentino daquela década, destacando-se entre as diversas bandas portenhas que se viam influenciadas pelos Rolling Stones e também pelo gênero musical blues. Apesar dos integrantes sempre declararem que não estão fechados a influências de uma única banda (The Rolling Stones) eles se tornaram o símbolo do rock stone (ou rock rolinga) - uma vertente do rock originária e difundida na Argentina.
No ano 2000 a banda se separou dando início a três bandas paralelas fundadas pelos antigos integrantes do grupo Viejas Locas, são elas: Intoxicados (Pity e Abel), Motor Loco (Fachi) e La Lengua (Pollo). A retomada da banda aconteceu no Estádio José Amalfitani (do clube de futebol Vélez Sársfield), em Buenos Aires no dia 14 de novembro de 2009.

## História
A história da banda tem início no recreio do colégio Comercial Nº 2 de Villa Lugano, no sul da cidade de Buenos Aires, onde três colegas de classe começam a pensar na ideia de montar uma banda apenas para se divertirem. Todos viviam no bairro Piedrabuena, um complexo habitacional que se encontra entre os bairros de Mataderos e Lugano, limitando-se com a Ciudad Oculta, onde a maioria dos jovens passava a maior parte do dia entre o colégio, as conversas com os amigos e descobrindo o mundo da arte no Centro Cultural Juan Carlos Castagnino.
| “ | Sempre dizíamos que quando tivéssemos uma banda íamos batizá-la Viejas Locas, por que esse era meu apelido [Vieja Loca] e, afinal, é divertido. | ” |

Integrava a primeira formação da banda Viejas Locas o vocalista Mauro Bonome, o baixista Bachi e o guitarrista Diego Cattoni. Com esta formação a banda começou a realizar covers dos Rolling Stones e do Pink Floyd. Mas ainda falta um baterista, na busca pelo novo membro os integrantes conheceram Cristian “Pity” Álvarez, que havia seis meses, estava aprendendo a tocar guitarra e andava procurando uma banda onde tocar. Ao reunirem-se Pity levou junto um amigo, Gastón mancilla, que ocupou o lugar vago de baterista.
O grupo debutou em Acatraz (no bairro Caballito) no dia 2 de setembro de 1989 e desde o início Pity se destaca entre os integrantes, já que era ele que compunha a maioria das músicas. O quinteto debutou com dois temas próprios, entre eles “Buey”, “Eva” e “Descansar en Paz”. Para juntar pessoas para a apresentação de estreia eles mesmos foram divulgando pela cidade e entre amigos, conseguindo reunir cerca de 100 pessoas nesta noite. Durante os anos seguinte fizeram doze apresentações, tocando várias vezes em tradicionais espaços da cena musical portenha, como Cemento, La Luna e Shangai.´
Naquela época quase houve uma precoce ruptura do Viejas Locas devido ao desentendimento dos três fundadores fundadores (Mauro Bonome, Bachi e Diego Cattoni) que estavam dispostos a direcionar suas vidas artísticas em horizontes distintos. Mas Pity não desanimou e foi assim que incorporou-se novos integrantes à banda recuperando-lhe o fôlego. Bachi, antes de deixar a banda, convida o guitarrista Pollo (Sergio Toloza) para integrar o projeto, Fachi (Fabian Crea) ingressou no grupo a convite do Pity, com quem já havia tocado anteriormente. Fachi trabalhava junto com a mãe de Abel (Abel Meyer), o qual também viria a integrar a banda. O curioso é que, sem saber, Pollo e Abel já seguiam a banda em suas apresentações e aceitaram a proposta imediatamente.
Mas ainda faltava um vocalista, testaram várias pessoas mas ninguém os convencia, assim Pity decidiu ocupar o posto. Mais tarde ingressaram como integrantes estáveis do grupo Peri (Adrian Pérez) (harmônica), Juancho Carbone (saxe) e Burbujas (Ezequiel Rodríguez) (teclados). A partir de então foi como começar de novo. Circularam por pubs pequenos dividindo palco com outras bandas. Desta maneira foram acumulando apresentações até que chegaram a tocar na casa noturna Viejo Correo.
As questões sociais é uma preocupação nas letras da banda, mas nem tanto o político, as letras são de temas sociais comuns as temáticas políticas. As letras, como já mencionado, em sua maioria são tributadas a Pity que revela:
| “ | É natural em mi fazer letras. É como um flash, porque não se pode programar fazer uma letra pra alguém, fazer uma música em alguma coisa. É algo que surge. As vezes estou dormindo e me ocorre uma super canção, e por não me levantar, quando me levanto já me esqueci. Estas são simples, poucas comparações, nenhuma metáfora, são bem diretas, histórias que as entendemos rápido. | ” |

A popularidade do grupo Viejas Locas cresceu graças ao “boca a boca” e a criatividade nascida de um baixo orçamento. Como a grafitagem em espaços públicos e uma nova estratégia publicitária, barata e efetiva: colar adesivos no interior dos ônibus coletivos. Ainda hoje existem algumas estampas nos ônibus 155, 180 e 126 que saem de Mataderos exibindo o lema “Viejas Locas R’n’R”. [carece de fontes?] Também planejaram outras formas de atrair mais seguidores ao grupo, então começaram a se apresentar gratuitamente todos os domingos no Parque Centenario, em Buenos Aires.
Já em 1993, depois de se apresentarem em várias oportunidades no extinto local La Cueva, os donos do lugar os convidaram, junto com outras bandas, para participarem de um álbum compilado que levou o nome de Una Noche en la Cueva. As músicas incluídas no disco pertencentes ao Viejas Locas foram “Eva” (com uma versão um pouco diferente da conhecida) e “Tirado en la Estación”, uma música que não se encontra em nenhum dos quatro discos que a banda possui até o momento, ainda que possa ser ouvida em gravações não oficiais. Para a banda essa participação não foi tão feliz porque assinaram um contrato de fidelidade e depois passaram muito tempo até, por meio de advogados, conseguiram rescindi-lo.
Mas o grupo seguiu tocando e em 1994 gravaram uma demo que distribuíam de graça nos shows realizados em Die Schule, Museo Rock e New Order. Essa forma de publicidade os favorecia porque os fãs escutavam as fitas cassetes, as distribuíam junto aos amigos e assim foi se formando, pouco a pouco, uma pequena, mas crescente legião de seguidores. Em um dos tantos shows que o grupo oferecia na Capital Federal. Foi assim que foram vistos por uma representante do selo discográfico Polygram (que levou a banda La Renga a essa gravadora), ficando impressionado com a química que se estabelecia entre a banda e o público. Este representante facilmente convenceu a banda a fechar contrato com a multinacional e assim foi como editaram seu primeiro disco.

### Viejas Locas (1996)
Iniciaram as gravações em meados de 1995, sendo finalizado no ano seguinte. O título do álbum debut foi Viejas Locas (1996), onde se destacaram os singles “Intoxicados”, “Nena me Gustas Así” e o hit “Lo Artesanal”. Enquanto gravavam este disco, conseguiam reunir mais de 600 pessoas nas apresentações no Club X e não mais necessitavam dividir o palco com outras bandas em seus concertos na discoteca Cemento, inclusive foram convidados a tocar em um evento importante como o evento musical em comemoração aos 30 anos do rock nacional argentino, realizado no dia 8 de novembro daquele ano.
Quando finalmente o disco foi lançado já se haviam passado oito meses, tempo pelo qual as canções foram ganhando incrementos, sendo modificadas pela produção. A produção artística estava integrada por Néstor Vetere e Amilcar Gilabert, o técnico de gravação também foi Amilcar Gilabert e o assistente de gravação ficou a cargo de Gastón Gilabert. O disco foi gravado nos estúdios Sonar e foi reeditado em 2004 com arte da capa um pouco diferente da primeira edição.

### Hermanos de Sangre (1997)
A agenda de shows continua crescendo, assim como a quantidade de pessoas que seguiam a banda. Até que em 1997 entraram novamente em estúdio de gravação para registrar as novas canções e dar forma o álbum Hermanos de Sangre (1997), o segundo trabalho da banda Viejas Locas. Para este disco pensou-se na possibilidade de trabalhar com Andrew Oldhman como produtor, algo que não aconteceu. A primeira música de trabalho do novo disco que tocou nas rádios foi “Perra”, da qual também foi feito um videoclipe. Outra música de divulgação que foi seguida por seu videoclipe foi “Aunque a Nadie Ya le Importe”, sendo este clipe bastante admirado por transmitir com perfeição o sentimento da temática abordada na faixa. Neste álbum destaca-se todavia as canções "El Chico de la Oculta", "Psicodélica Mujer" e "Difícil de Entender", além das já citadas.
Com Hermanos de Sangre a popularidade da banda aumento ainda mais e gerou a possibilidade do grupo em ser a atração de abertura dos shows da banda The Rolling Stones na Argentina, algo que acabaram conseguindo. O grupo Viejas Locas participou como atração de abertura em quatro dos cinco shows que os Stones deram no Monumental de Núñez, estádio do clube de futebol River Plate. Se apresentarem no mesmo palco que os Rolling Stones os permitiria poder serem vistos e ouvidos por muita gente, o que impulsionaria a popularidade do grupo.
Depois desta satisfatória experiência deram um show de graça em Quilmes para todos os seus seguidores que não puderam pagar a entrada para os shows dos Stones no estádio do River Plate. Esta apresentação marcou o recorde de presença em uma show do grupo Viejas Locas, cerca de 10.000 pessoas, que só foi superado no show de retomada da banda em 2009. Antes de entrar para gravar o terceiro disco da banda ocorreu outra grande façanha que toda banda de rock argentina desejariam, se apresentar no estádio Obras. Este foi show visto por mais de 5.000 pessoas e contou com a participação de Chizzo, vocalista da banda La Renga. Além disso estrearam a canção “Legalícenla”, uma canção que tem como temática a legalização da maconha, que seria incluída no terceiro disco.

### Especial (1999)
Depois do debut no estádio Obras, na capital portenha, voltaram a entrar em um estúdio para gravar o álbum Especial (1999), que contaria com a produção do prestigioso Nigel Walker (Keith Richards, Aerosmith, Andrés Calamaro, entre outros). O disco foi lançado no fim do mês de março de 1999 e a faixa escolhida como música de divulgação, “Me Gustas Mucho”, foi um grande sucesso, chegando a liderar algumas paradas musicais nas rádios argentinas. O sucesso do álbum deu mais visibilidade internacional ao grupo que pôde realizar uma turnê pelo sul do país e também por alguns países vizinhos, como o Paraguai. Ao retornar da turnê a banda voltou a se apresentar no estádio Obras no dia 5 de junho, diante de 6.000 pessoas.
Novamente esteve presente o cantor Chizzo, dividindo os vocais com a banda na canção “Botella”. Com as imagens deste show foi feito um videoclipe da música “Todo Sigue Igual”, que combinava imagens da primeira época da banda e do último show no Obras. Entretanto, mesmo estando em pleno sucesso comercial, os integrantes não esqueceram suas raízes humildes e mantiveram baixo o preço dos ingressos aos seus shows porque diziam conhecer os limites (financeiros) do seu público.
Em meados de 2000 Pity deixa a banda, mas antes realizariam um último show em La Matanza, sem anunciar que seria o derradeiro. Desta dissolução surgiram três bandas: Intoxicados (com Pity, Abel, Peri e Burbujas), Motor Loco (a banda de Fachi) e La Lengua (a banda de Pollo), além deles Juancho se juntou a grupo Callejeros.
No ano de 2002 saiu uma coletânea do grupo titulada Sigue Pegando - Grandes Éxitos (2002), que continha os grandes sucessos do Viejas Locas e uma música inédita, "El Hombre Suburbano", com a participação do cantor Pappo tocando guitarra. Em 2003 foi lançado o DVD Viejas Locas, que trazia um show gravado ao vivo no estádio Obras e seis videoclipes da banda.

### O regresso
No dia 4 de julho de 2009, Cristian “Pity” Álvarez voltou a subir em um palco depois de um período ausente que passou reabilitando-se devido à dependência química. Em La Reina o músico tocou três músicas do Viejas Locas junto com a banda Motor Loco, grupo liderado por Fabian “Fachi” Crea, e junto com a banda Causas Perdidas, liderada por “Moska” Gaitan. “Perra”, “La Simpática Demonia” e “Botella” foram as surpresas da madrugada portenha, antecipando e confirmando o regresso ao grupo Viejas Locas.
Em 10 de setembro de 2009, em Puerto Madero, a banda convocou uma conferência de imprensa onde os músicos confirmaram que voltariam aos palcos no dia 14 de novembro de 2009, no estádio do clube Vélez Sársfield. Além disso, estariam preparando um novo disco com material inédito e uma turnê nacional.
A banda regressou sem a presenta de Sergio Toloza, o Pollo, que foi substituído por outro guitarrista. Assim, o novos capítulo da história do grupo Viejas Locas foi escrito por Pity (voz e guitarra); Fachi (baixo); Abel (bateria) – os únicos músicos da formação original – Peluca (guitarra), do Motor Loco; e Gabo (teclados), ex Motor Loco e atualmente Hijos del Oeste.
O líder desmentiu que a banda havia de separado por desentendimentos internos ainda que reconhecesse que a convivência pode gerar alguns atritos. Finalmente, afirmaram que “voltaram para ficar” e que realizariam uma turnê nacional que iria incluir todas as regiões do país.
O esperado show de retomada da banda foi marcado por diversos incidentes e repressão policial. Devido a problemas na organização do evento muitos fãs da banda, munidos de ingresso, não puderam entrar no estádio para assistir ao show, o que gerou uma série de conflitos com a polícia, resultando em uma pessoa morta, 30 feridas e outras 40 detidas. Apesar disso, a banda tocou diante de um público estimado em 40.000 pessoas durante quase três horas, tempo suficiente para relembrar todos os grandes sucessos da banda, além de apresentar duas novas canções, “Perro Guardián” e “Roca y Giro”.

## Discografia
| Álbuns de Estúdio - Viejas Locas - 1996 - PolyGram - Hermanos de Sangre - 1997 - PolyGram - Especial - 1999 - PolyGram | Coletâneas - Demos, Rarezas y Otras Yerbas - 1993 - PolyGram - Sigue Pegando - 2002 - PolyGram |

## Letras
Algumas das letras das músicas da banda Viejas Locas são marcadas pelas explícitas referências ao consumo de maconha e álcool, a exemplos das canções "Legalícenla" ou "Botella". Também é possível reconhecer no logo da banda folhas de cannabis atrás de um grande olho "entorpecido". Por outro lado, há outras canções que carregam mensagens mais sociais como a música "Niños" e "Homero"; ou de crítica pessoal, como na faixa "Una Espina en el Ojo". Por último, os temas de amor e relacionamentos podem ser encontradas em algumas letras, como em "Nena me Gustas Así" ou "Te empezás a Chorrear".